# Trachylepis vezo
Trachylepis vezo es una especie de escincomorfos de la familia Scincidae.

## Distribución geográfica yhábitat
Es endémica de Madagascar. Su rango altitudinal oscila alrededor de 10 m s. n. m..